# Coronel Martínez

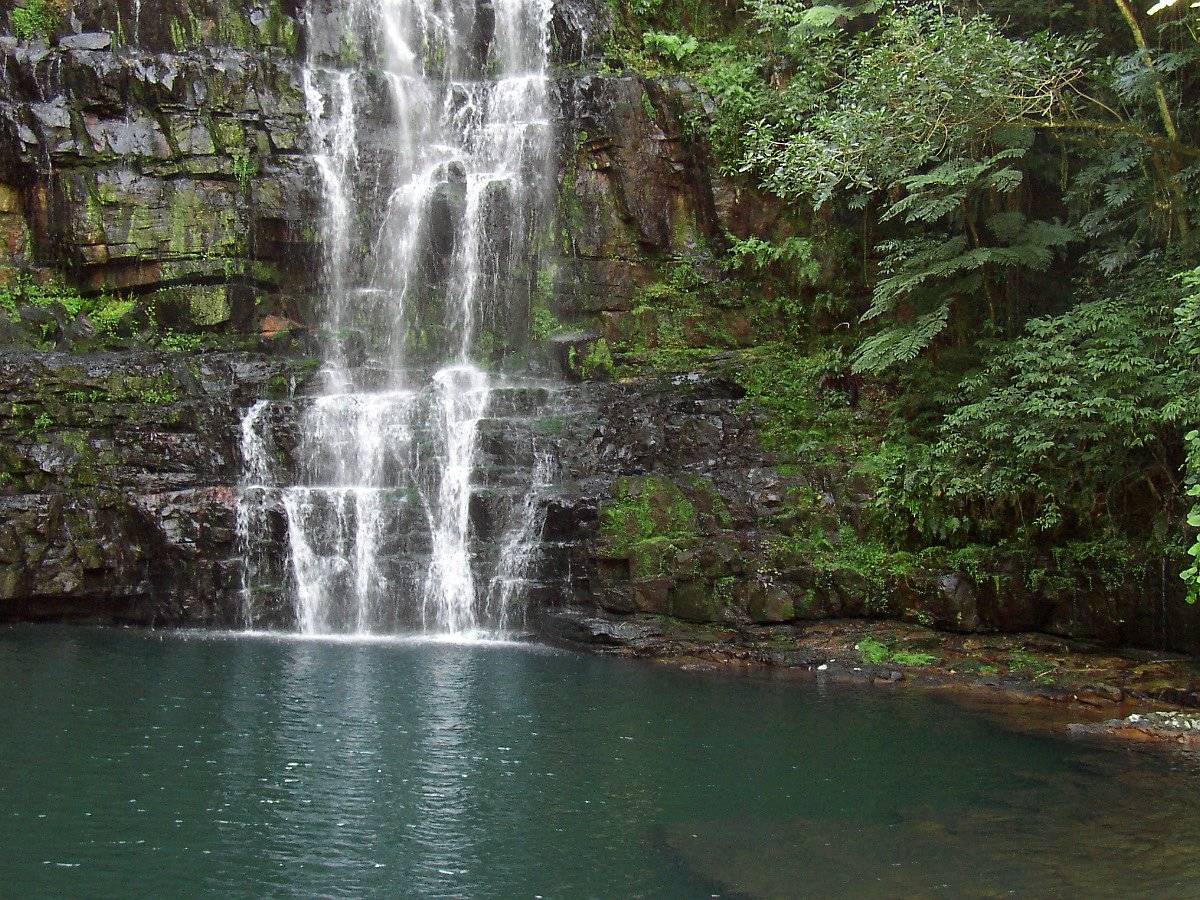
El Salto Cristal

Coronel Martínez ist eine Stadt mit  6.622   Einwohnern und bildet den gleichnamigen Distrikt im Departamento Guairá in Paraguay.

## Lage
Coronel Martínez liegt in der südlichen Mitte des Landes an einer Verbindungsstraße der Nationalstraßen Ruta 1 und Ruta 8. Nach Villarrica im Osten sind es etwa 15 km und nach Coronel Oviedo im Nordosten ca. 40lm Luftlinie. Im Nordwesten liegt General Bernardino etwa 25 km von Coronel Martínez entfernt. Etwa drei Kilometer außerhalb des Ortes befindet sich der 43 m hohe Wasserfall El Salto Cristal.

## Wirtschaft
Der Ort erhielt einen Aufschwung an Wirtschaft und Bekanntheit durch eine erst vor kurzem gebaute Zuckerrohrfabrik, die als die größte des Landes gilt.

## Persönlichkeiten
- Der Name der Stadt erinnert an Oberst José Martinez, ein ehemaliger Kommandant der Stadt Humaitá während des Krieges 1864–1870.
- Der für Celta de Vigo spielende Erstligafußballer Gabriel Lezcano Rivarola ist 1946 in C.M. geboren.[3]